# Újmogyoród
Újmogyoród (1899-ig Lieszkócz, szlovákul: Lieskovec) község Szlovákiában, a Besztercebányai kerületben, a Zólyomi járásban.

## Fekvése
Zólyomtól 4 km-re keletre fekszik.

## Története
A régészeti leletek tanúsága szerint területén már az újkőkorban is éltek emberek. A vonaldíszes kultúra és a puhói kultúra településének nyomait tárták itt fel.
A mai település első írásos említése 1401-ből származik „Leskouecz” alakban. 1424-ben „Lieskocz” néven tűnik fel. A 15. században a zólyomi királyi váruradalomhoz tartozott. 1465-ben Beatrix királyné Zólyom városának adta. 1523-tól ismét a zólyomi váruradalom része. 1577-ben elpusztította a török, majd 1582-ben újra elnéptelenedett. A 17. századtól részben újra Zólyom városának birtoka, részben a váruradalom része. A Rákóczi-szabadságharc idején Bercsényi kurucai fosztották ki. 1786-ban „Lieskocz” a neve. Lakói a mezőgazdaság mellett a 18.-19. században gabonakereskedéssel is foglalkoztak.
A 18. század végén Vályi András így ír róla: „LIESZKÓCZ. Tót falu Zólyom Várm. földes Ura G. Eszterházy Uraság, lakosai katolikusok, fekszik Zólyomnak szomszédságában, mellynek filiája, patakja réttyeit elszokta önteni, legelője elég van, földgye termékeny, fája mind a’ két féle elég van, piatzozása Zólyomban, és Selmetzen.”
Fényes Elek 1851-ben kiadott geográfiai szótárában így ír a faluról: „Lieszkocz, tót falu, Zólyom vmegyében, Zólyomhoz 1/2 órányira a losonczi utban: 59 kath., 453 evang. lak. Határja termékeny; jó rétje, legelője, erdeje, vízimalma van. F. u. a kamara, Zólyom városa, s nemesek.”
A trianoni diktátumig Zólyom vármegye Zólyomi járásához tartozott.

## Népessége
| Év:            | 1994. | 2004. | 2014.   | 2024.   |
| -------------- | ----- | ----- | ------- | ------- |
| Emberek száma: | 1393  | 1393  | 1467    | 1372    |
| Eltérés:       |       | +0 %  | +5,31 % | -6,47 % |

| Év:            | 2023. | 2024.   |
| -------------- | ----- | ------- |
| Emberek száma: | 1377  | 1372    |
| Eltérés:       |       | -0,36 % |

1910-ben 753, túlnyomórészt szlovák lakosa volt.
2001-ben 1381 lakosából 1325 szlovák volt.
2011-ben 1440 lakosából 1266 szlovák.

## Külső hivatkozások
- Községinfó
- Újmogyoród Szlovákia térképén
- E-obce.sk Archiválva 2008. szeptember 20-i dátummal a Wayback Machine-ben